# Australia/New Zealand Cup w biegach narciarskich 2016
Sezon 2016 Australia/New Zealand Cup rozpoczął się 6 sierpnia w australijskim Perisher Valley, a zakończył 11 września, w nowozelandzkim Snow Farm.
Obrończynią tytułu wśród kobiet była Słowenka Barbara Jezeršek, a wśród mężczyzn Australijczyk Philip Bellingham.
W tym roku, Kryształową Kulę w rywalizacji kobiet zarówno jak i w rywalizacji mężczyzn wywalczyli reprezentanci Australii Katerina Paul i Australijczyk Philip Bellingham, który zdobył kulę po raz drugi z rzędu.

## Kalendarz i wyniki

### Kobiety
| Lp | Data             | Miejscowość     | Dystans                            | 1. miejsce        | 2. miejsce      | 3. miejsce      |
| -- | ---------------- | --------------- | ---------------------------------- | ----------------- | --------------- | --------------- |
| 1. | 6 sierpnia 2016  | Perisher Valley | sprint s. klasycznym               | Katerina Paul     | Stella Ajani    | Ella Jackson    |
| 2. | 7 sierpnia 2016  | Perisher Valley | 5 km s. dowolnym                   | Lillian Boland    | Katerina Paul   | Aimee Watson    |
| 3. | 20 sierpnia 2016 | Falls Creek     | sprint s. dowolnym                 | Kelsey Phinney    | Mary Rose       | Deedra Irwing   |
| 4. | 21 sierpnia 2016 | Falls Creek     | 10 km s. klasycznym                | Chisa Obayashi    | Mary Rose       | Deedra Irwing   |
| 5. | 9 września 2016  | Snow Farm       | sprint s. klasycznym               | Ida Sargent       | Jessica Diggins | Sophie Caldwell |
| 6. | 10 września 2016 | Snow Farm       | 10 km s. klasycznym (start masowy) | Jessica Diggins   | Ida Sargent     | Sophie Caldwell |
| 7. | 11 września 2016 | Snow Farm       | 5 km s. dowolnym                   | Elizabeth Stephen | Lee Chae-won    | Aimee Watson    |

### Mężczyźni
| Lp | Data             | Miejscowość     | Dystans                            | 1. miejsce        | 2. miejsce        | 3. miejsce        |
| -- | ---------------- | --------------- | ---------------------------------- | ----------------- | ----------------- | ----------------- |
| 1. | 6 sierpnia 2016  | Perisher Valley | sprint s. klasycznym               | Mark Pollock      | Philip Bellingham | Markus Wirstad    |
| 2. | 7 sierpnia 2016  | Perisher Valley | 10 km s. dowolnym                  | Mark Pollock      | Nick Montgomery   | Philip Bellingham |
| 3. | 20 sierpnia 2016 | Falls Creek     | sprint s. dowolnym                 | Philip Bellingham | Jackson Bursill   | Damon Morton      |
| 4. | 21 sierpnia 2016 | Falls Creek     | 15 km s. klasycznym                | Philip Bellingham | Nick Montgomery   | Jackson Bursill   |
| 5. | 9 września 2016  | Snow Farm       | sprint s. klasycznym               | Andrew Newell     | Benjamin Saxton   | Simeon Hamilton   |
| 6. | 10 września 2016 | Snow Farm       | 15 km s. klasycznym (start masowy) | Andrew Newell     | Benjamin Saxton   | Noah Hoffman      |
| 7. | 11 września 2016 | Snow Farm       | 10 km s. dowolnym                  | Simeon Hamilton   | Cho Yong-jin      | Hwang Jun-ho      |

## Klasyfikacje
| Lp. | Zawodniczka       | Punkty |
| --- | ----------------- | ------ |
| 1.  | Katerina Paul     | 405    |
| 2.  | Aimee Watson      | 314    |
| 3.  | Mary Rose         | 240    |
| 4.  | Deedra Irwin      | 220    |
| 5.  | Elizabeth Stephen | 181    |
| 6.  | Jessica Diggins   | 180    |
| 6.  | Ida Sargent       | 180    |
| 8.  | Stella Ajani      | 175    |
| 9.  | Lillian Boland    | 166    |
| 10. | Ellie Phillips    | 163    |
| 11. | Ella Jackson      | 152    |
| 12. | Lee Chae-won      | 148    |
| 13. | Alecia Phillips   | 144    |
| 14. | Kelsey Phinney    | 140    |
| 15. | Chisa Ōbayashi    | 136    |
| 16. | Sophie Caldwell   | 120    |
| 17. | Gabrielle Hawkins | 112    |
| 18. | Ashleigh Spittle  | 109    |
| 19. | Ju Hye-ri         | 106    |
| 20. | Katharine Ogden   | 100    |
| 20. | Nora Ulvang       | 100    |
| 22. | Phoebe Cridland   | 99     |
| 23. | Annie Pokorny     | 90     |
| 24. | Je Sang-mi        | 88     |
| 25. | Erika Flowers     | 85     |
| 26. | Sabrina Howell    | 80     |
| 27. | Sarah Slattery    | 78     |
| 28. | Han Da-som        | 74     |
| 29. | Emily Champion    | 65     |
| 30. | Runa Ulvang       | 60     |
| 31. | Gerd Kronqvist    | 32     |

| Lp. | Zawodnik              | Punkty |
| --- | --------------------- | ------ |
| 1.  | Philip Bellingham     | 420    |
| 2.  | Nick Montgomery       | 315    |
| 3.  | Jackson Bursill       | 285    |
| 4.  | Mark Pollock          | 272    |
| 5.  | Ewan Watson           | 210    |
| 6.  | Andrew Newell         | 200    |
| 7.  | Christopher Cook      | 182    |
| 8.  | Simeon Hamilton       | 160    |
| 9.  | Benjamin Saxton       | 160    |
| 10. | Hwang Jun-ho          | 160    |
| 10. | Damon Morton          | 160    |
| 12. | Cho Yong-jin          | 145    |
| 13. | Daniel Sarri          | 143    |
| 14. | Abe Wright            | 127    |
| 15. | Kim Eun-ho            | 126    |
| 16. | Park Seong-beom       | 125    |
| 17. | Noah Hoffman          | 105    |
| 18. | Matthew Phillip Gelso | 100    |
| 19. | Bentley Walker-Broose | 100    |
| 20. | Dominic Cooper        | 94     |
| 21. | Matthew Bull          | 92     |
| 22. | Daniel Walker         | 76     |
| 23. | Kim Min-woo           | 65     |
| 24. | Markus Wirstad        | 60     |
| 25. | William Neuhaus       | 60     |
| 26. | Vahur Teppan          | 32     |
| 27. | Siim Eilo             | 26     |
| 28. | Kaupo Tammemae        | 24     |
| 29. | Kristian Holmsen      | 22     |